# HMS Cossack (1854)

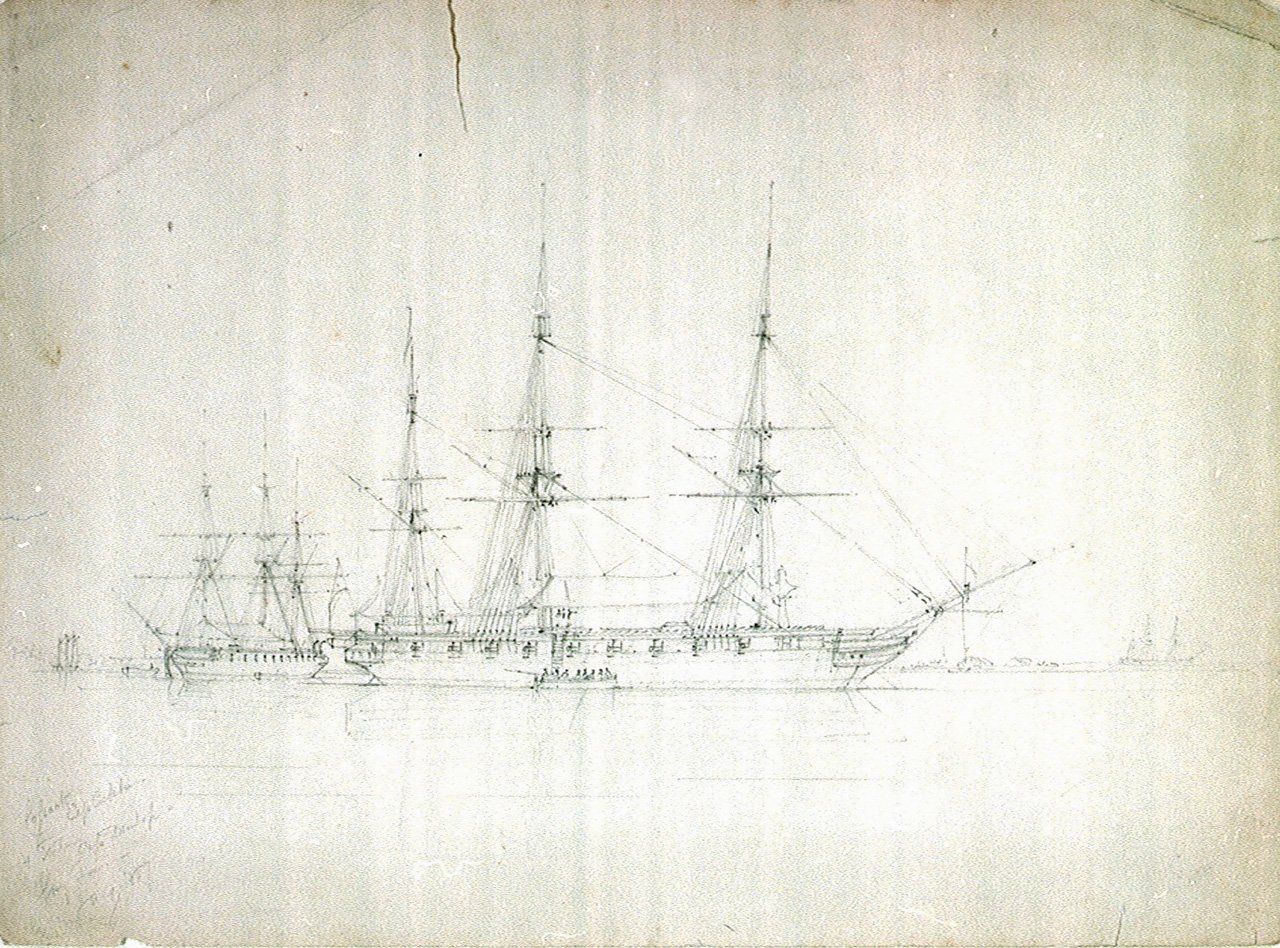
Зображення HMS Cossack, січень 1857 року
Автор George Pechell Mends

HMS Cossack — гвинтовий дерев'яний корвет Королівського військово-морського флоту Великої Британії, початково «Витязь». Споруджений 15 травня 1854 року на верфі W.&H. Pitcher у Нортфліті (Кент) на замовлення Росії як корвет «Витязь».
З початком Кримської війни конфіскований Англією, так само як і однотипний корвет «Воїн» (на британській службі HMS Tartar), і спущений на воду вже як HMS Cossack.
Вступив у дію 19 серпня 1854 року в Чатемі, капітаном був Едвард Феншоу (англ. Edward Gennys Fanshawe). Піч час Кримської війни діяв на Балтиці.
21 липня 1855 року спільно з фрегатами HMS Arrogant, HMS Magicienne і канонерським човном HMS Ruby брав участь в бомбардуванні острова Гогланд. Брав участь у блокаді Курляндського узбережжя, в захопленні о. Котка. З 21 серпня 1855 року капітаном став Джеймс Кокберн (англ. James Horsford Cockburn). В серпні 1855 року брав участь у нападі на фортецю Свеаборг.
Після війни в липні 1856 року переведений в Вест-Індію; в основному був в Грейтауні (сучасний Сан-Хуан), Нікарагуа. 15 липня 1857 року виведений в резерв.
Повернуто до ладу 16 червня 1859 року, капітаном став Річард Мурман (англ. Richard Moorman). Північноамериканська і Вест-Індійська станція, потім Китайська станція. В 1861 року доставив генерал-губернатора Новій Зеландії сера Джорджа Грея до місця служби. 22 серпня 1862 року виведений у резерв.
Був повернений в експлуатацію 19 травня 1863 року, капітан Вільям Ролланд (англ. William Rae Rolland). Спрямований у Середземне море. З 19 травня 1865року капітан Річард Уайт (англ. Richard Dunning White), Середземноморський флот. 23 лютого 1867 року виведений в резерв.
Знову вступив у дію 9 грудня 1868 року, капітан Джон Париш (англ. John Edward Parish). Ходив в Ост-Індію.
Надалі проходив службу на Китайської станції, з 1871 року на Австралійської станції. Із 12 серпня 1871 року капітан Роберт Дуглас (англ. Robert Gordon Douglas), Австралія.
У 1873 у повернувся в Англію, 18 липня 1873 року виведений з активного складу.
Проданий у Карлтон (Лондон) у травні 1875 року.